# Sechshaus
Sechshaus ist der südlichste Bezirksteil des 15. Wiener Gemeindebezirks Rudolfsheim-Fünfhaus und eine der 89 Wiener Katastralgemeinden.

## Geographie
Die nördliche Grenze von Sechshaus bildet die Sechshauser Straße (bis 1894 Sechshauser Hauptstraße genannt), die westliche die Hollergasse, die südliche der Wienfluss und die östliche der Sechshauser Gürtel. Das Gebiet ist durch relativ enge Verbauung entlang des historischen, unregelmäßigen Straßenrasters und sehr wenige Grünflächen charakterisiert. Die Katastralgemeinde erstreckt sich über ein Gebiet von 36,24 ha.
Die Gegend um den Sparkassaplatz und einige Häuser entlang der Sechshauser Straße sind zu der von der Stadt Wien definierten baulichen Schutzzone Sechshaus zusammengefasst.

## Geschichte

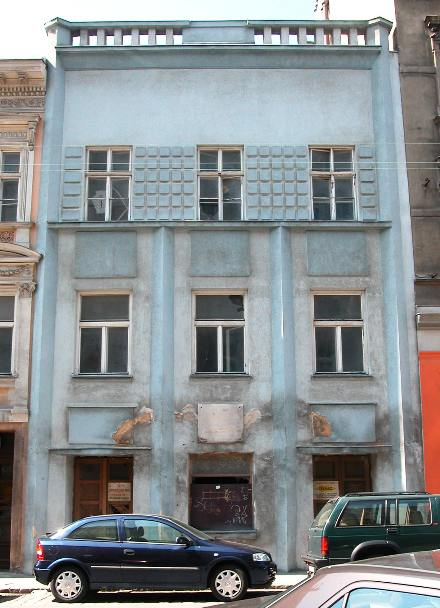
Ehemalige Synagoge Storchenschul in Sechshaus, 1938 stark beschädigt

Nachdem während der zweiten Türkenbelagerung im Jahre 1683 fast alle Orte im Bereich des heutigen 15. Bezirks zerstört worden waren, entstanden zum Teil durch Wiederaufbau der alten Siedlungen fünf Dörfer: Rustendorf, Braunhirschen, Reindorf, Sechshaus und Fünfhaus. Sechshaus entstand auf Teilen des bei der ersten Türkenbelagerung 1529 endgültig zerstörten Meinhartsdorf. Es bestand zu Beginn nur aus fünf Häusern an der westlichen Wachstumsspitze der Gumpendorfer Straße (heute 6. Bezirk), die durch den 1704 erbauten Linienwall von Gumpendorf abgetrennt wurde. Nach dem Bau eines weiteren Hauses bürgerte sich der Name Sechshaus ein. Um 1706 entstand zwischen Sechshauser Straße und Ullmannstraße eine Zeilensiedlung. 
Die Lage am unregulierten Wienfluss, der hier den so genannten Mühlarm hatte, begünstigte im 18. und frühen 19. Jahrhundert die Ansiedlung von Handwerkern und Manufakturen, die zu ihrem Betrieb Wasser benötigten (z. B. Färbereien). 1830 verzeichnete Sechshaus 134 Häuser. Bis 1848 behielt das Dorf seinen gewerblich-industriellen Charakter.
Sechshaus war bis 1890 Amtssitz des Gerichtsbezirkes Sechshaus, der neben Sechshaus die Gemeinden Fünfhaus, Rudolfsheim, Gaudenzdorf, Ober- und Untermeidling umfasste und 1873 rund 100.000 Einwohner hatte. Der Ort war außerdem Namensgeber des politischen Bezirks Sechshaus, der von 1868 bis 1891 bestand.
Per 1. Jänner 1892 wurden viele Vororte Wiens jenseits des Linienwalls eingemeindet. Im Zuge dessen wurde Sechshaus mit Rudolfsheim zum 14. Bezirk, Rudolfsheim, konstituiert. 1905 kam es zu einigen Grenzberichtigungen bei den Bezirken, die Grenze zwischen dem damaligen 14. und dem 12. Bezirk (Gaudenzdorf) wurde an den nunmehr regulierten Wienfluss verlegt, sie war vorher entlang der heutigen Diefenbachgasse verlaufen.
In der NS-Ära wurde der bisherige 14. Bezirk per 15. Oktober 1938 in den 15. Wiener Gemeindebezirk, Fünfhaus, integriert, um die Bezirksnummer 14 für das vom 13. Bezirk abgetrennte Penzing freizumachen. 1957 wurde der Bezirksname Rudolfsheim-Fünfhaus beschlossen.

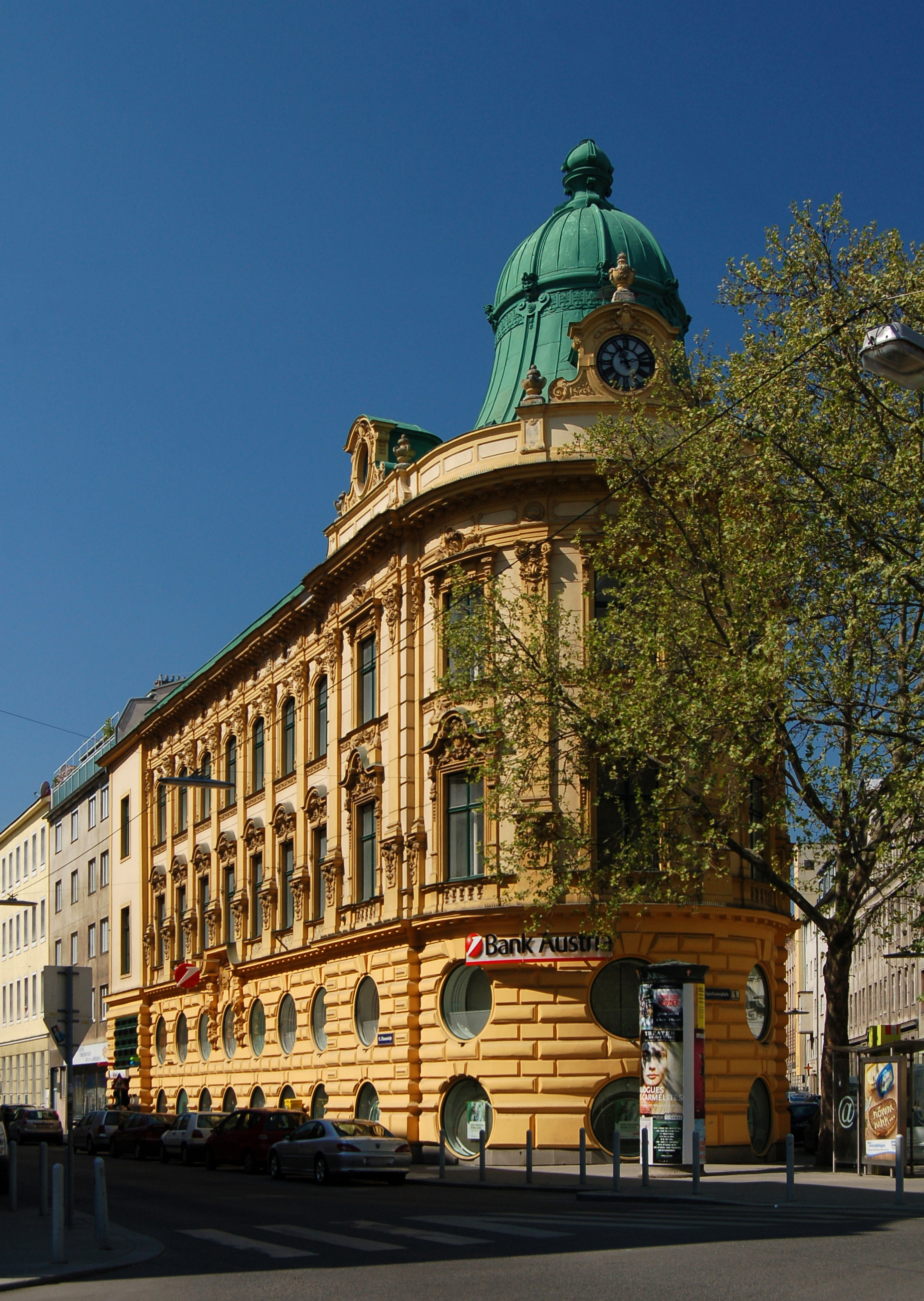
Ehemaliges Rathaus von Sechshaus (Sparkassaplatz 4)

Das Gebäude 15., Sparkassaplatz 4 (auch: Rauchfangkehrergasse 1 sowie Ullmannstraße 44), ein auffallender Eckbau mit Kuppel, wurde als Gemeindehaus auf Betreiben von Josef Ullmann (1846–1890), Bürgermeister von Sechshaus, 1884/85 nach Plänen von Eugen Sehnal (1851–1910) errichtet, wobei die Räume im Erdgeschoß der 1881 gegründeten Sparcasse der Gemeinde Sechshaus gewidmet blieben. Diese wurde 1892 Teil der Wiener Kommunalsparkasse (die 1923 in der Zentralsparkasse der Gemeinde Wien aufging; nunmehr: Unicredit Bank Austria). Zwischen 1970 und 1972 wurde das Sockel- bzw. Erdgeschoß von Johann Georg Gsteu (1927–2013) für Bankzwecke neu adaptiert.
Der Linienwall wurde ab 1894 abgetragen und die seit den siebziger Jahren gebaute Gürtelstraße komplettiert bzw. erweitert. Der an Sechshaus vorbeiführende Teil der Straße hieß von 1864 bis 1869 Mariahilfer Gürtel; 1894 wurde der Abschnitt von der Sechshauser Straße zur Linken Wienzeile in Sechshauser Gürtel umbenannt. 1895–1899 wurde der Wienfluss reguliert und mit einem gemauerten Flussbett versehen. Seit 1898 überquert die Gürtellinie der Stadtbahn (seit 1989: U6) den südlichsten Teil dieses Gürtelabschnitts schräg zum Straßennetz auf der Brücke über den Mariahilfer Gürtel als Teil der repräsentativen Wientalbrücke nach einem Entwurf von Otto Wagner.

## Wappen
Das Wappen von Sechshaus zeigt eine Szene des Erzengels Michael, in der er einen Drachen tötet. Michael trägt ein silbernes Gewand und einen Brustpanzer. Mit seiner rechten Hand trägt er ein Schwert, mit der er einen feuerspeienden Drachen tötet, in der Linken hält er ein goldenes Schild.
Das Wappen rührt aus der Tatsache, dass das Barnabitenkollegium St. Michael in Wien Grundherr der Siedlungen Fünfhaus und Sechshaus war.

## Persönlichkeiten
- Friedrich Graumann (1782–1856), Textilfabrikant
- Paula Wessely (1907–2000), Schauspielerin